# Wikipedia tiếng Friuli
Wikipedia tiếng Friuli (tiếng Friuli: Vichipedie par furlan) là phiên bản tiếng Friuli của Wikipedia, một ngôn ngữ thiểu số chính thức được công nhận tại Ý, đặc biệt là tại Friuli. Đến ngày 27 tháng 12, năm 2008, Wikipedia tiếng Friuli có 2 681 bài viết. Nó là bách khoa toàn thư tiếng Friuli đầu tiên và có nguồn lực lớn nhất viết bằng ngôn ngữ này. Nó đã được xem xét tại một số phương tiện truyền thông tại địa phương.

## Các mốc bài viết
- 25 tháng 01, năm 2005: Phiên bản này được tạo ra
- 14 tháng 07, năm 2006: 1000 bài viết
- 22 tháng 04, năm 2007: 2000 bài viết